# 公立大学法人高崎経済大学
公立大学法人高崎経済大学（こうりつだいがくほうじんたかさきけいざいだいがく、Takasaki City University of Economics）は、日本の公立大学法人。高崎経済大学の設置者である。

## 概要
高崎市が設立団体となり、設立された「特定地方独立行政法人以外の地方独立行政法人」である。2011年4月から、高崎市に代わり、高崎経済大学の設置者となり、同大学を設置・管理している。
なお、公立大学法人は、大学の運営しか行えないため、高崎経済大学附属高等学校は高崎市が設置する市立の高等学校のままであり、移管はされていない。高崎経済大学附属高等学校という学校名称はそのままである。
また、同2011年4月、高崎経済大学と同大学附属高等学校との間において、「高崎市立高崎経済大学附属高等学校の教育連携に関する協定書」を交わした。

## 沿革
- 2011年3月18日 - 群馬県が公立大学法人高崎経済大学大学の設立を認可。
- 2011年4月1日 - 高崎経済大学の設置者が、高崎市から公立大学法人高崎経済大学に移管。

## 設置している諸学校

### 大学
- 高崎経済大学

## 歴代の理事長
- 初代：高木賢（2011年4月1日 - 2021年12月31日）
- 第2代：市川豊行（2022年1月1日 - ）